# Parco Taras Ševčenko
Il Parco Taras Ševčenko (in ucraino Парк імені Тараса Шевченка?; in russo Парк Шевченко?) è il più antico e tra i più belli di Dnipro in Ucraina.

## Storia

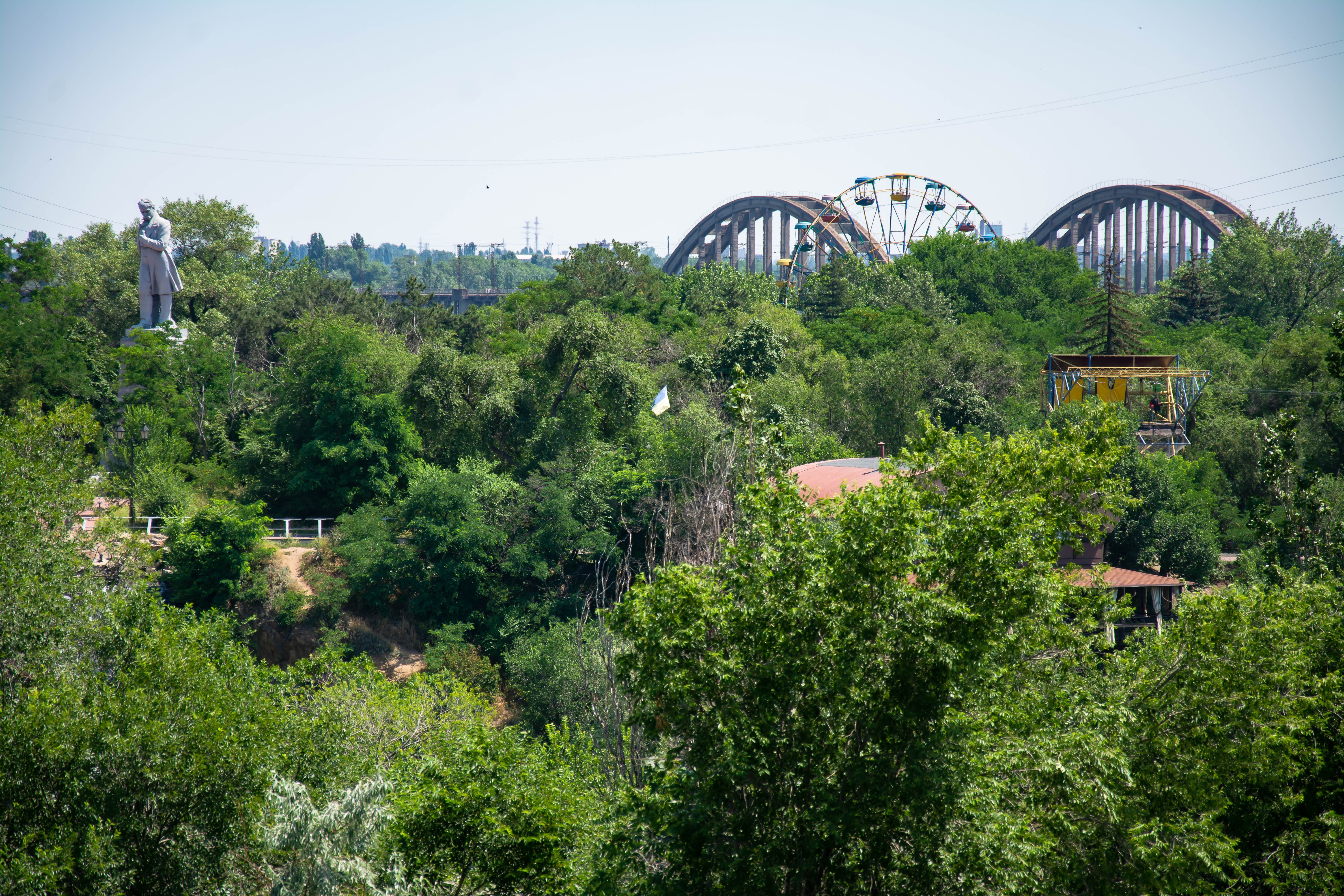
Panoramica del parco

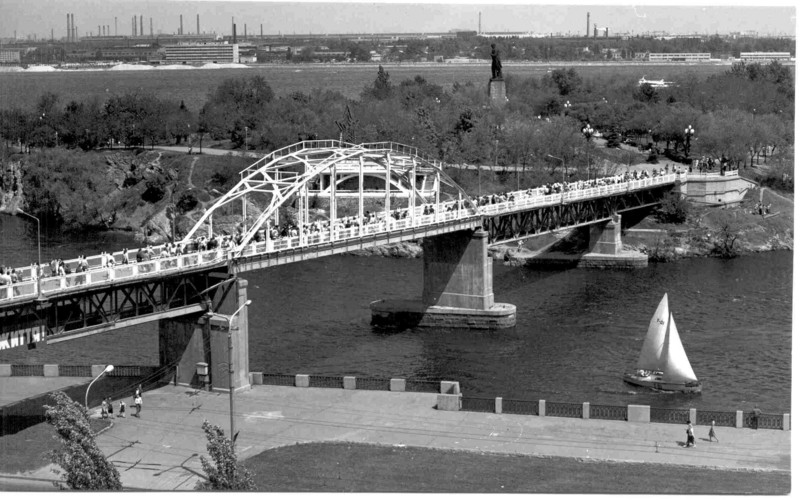
Ponte pedonale in un'immagine del 1980

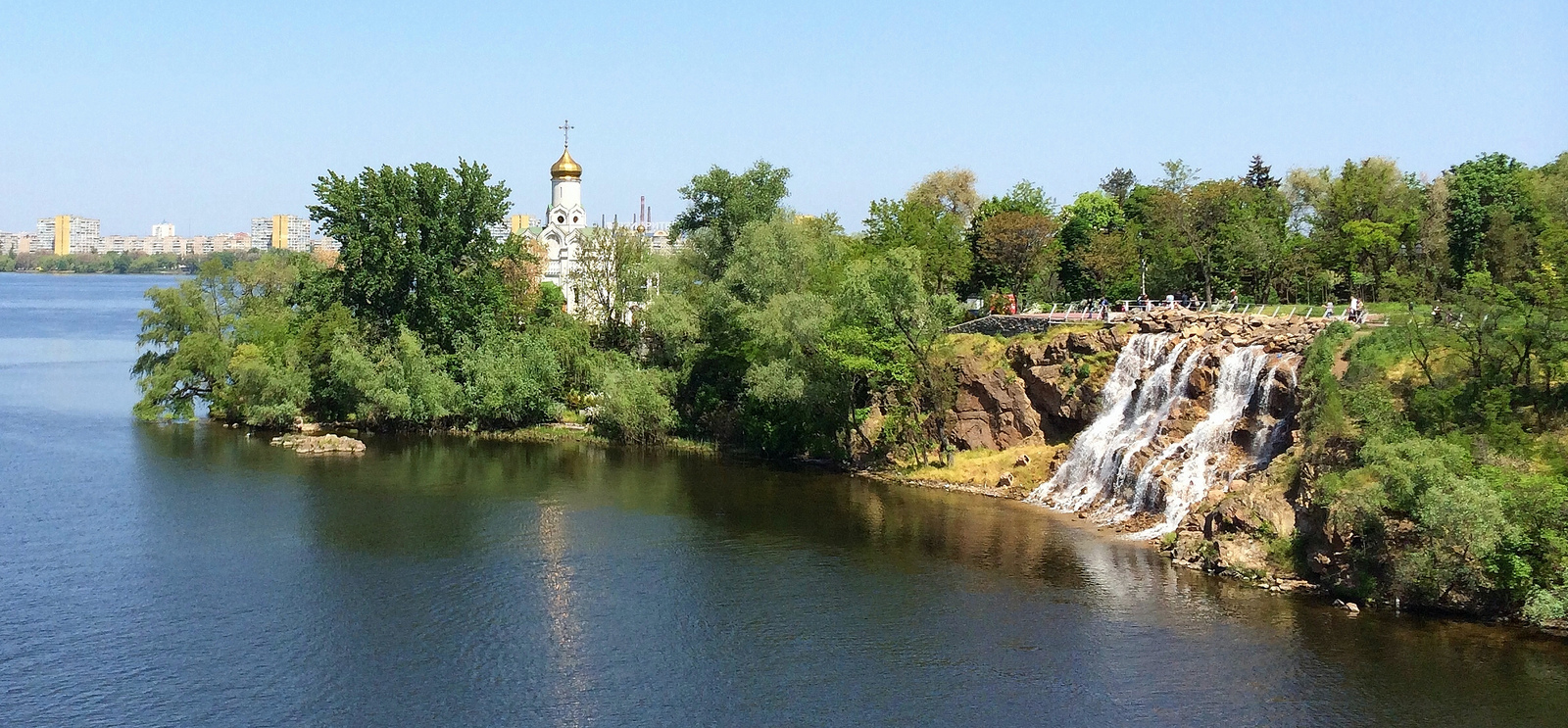
Isola del Monastero

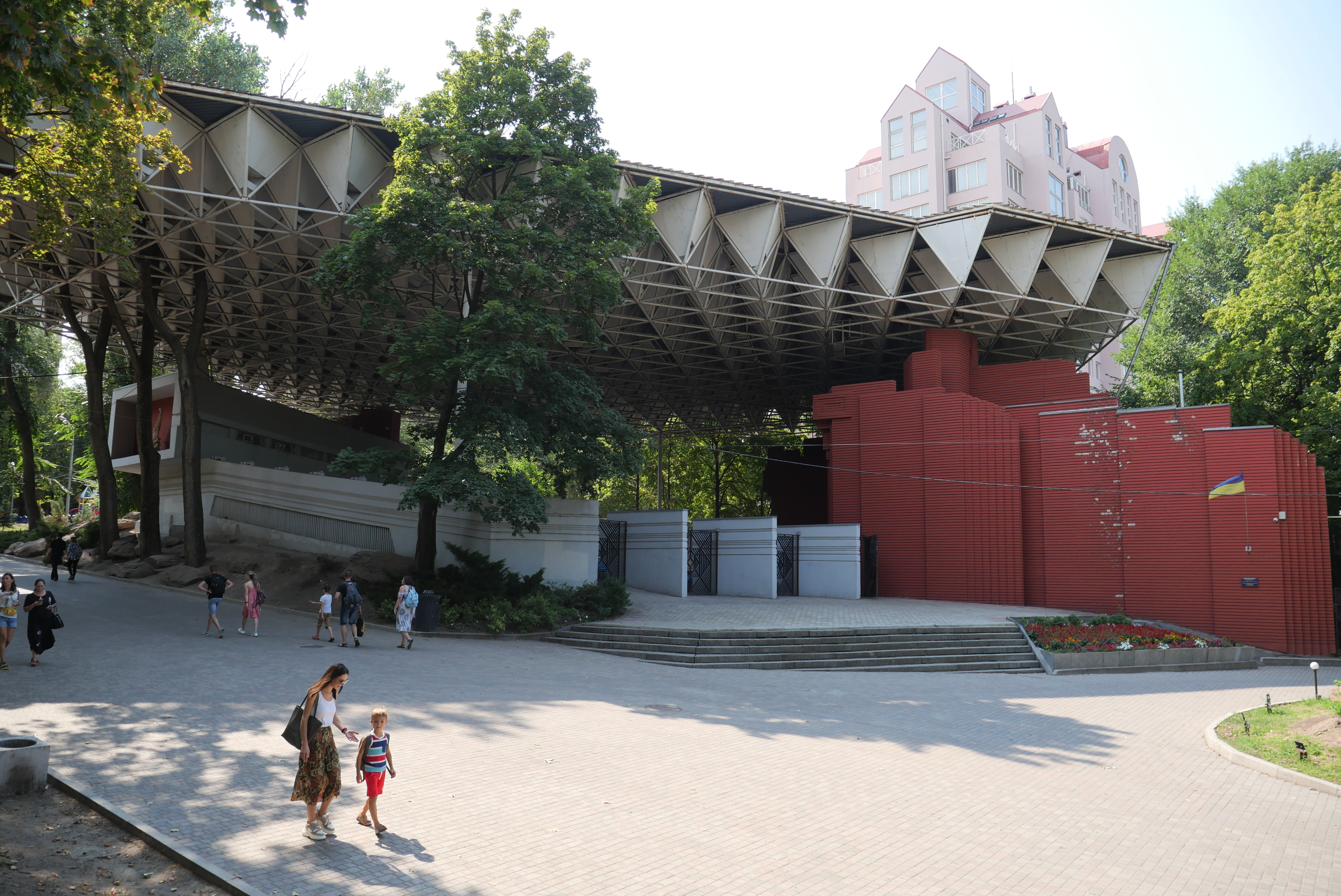
Teatro d'Estate

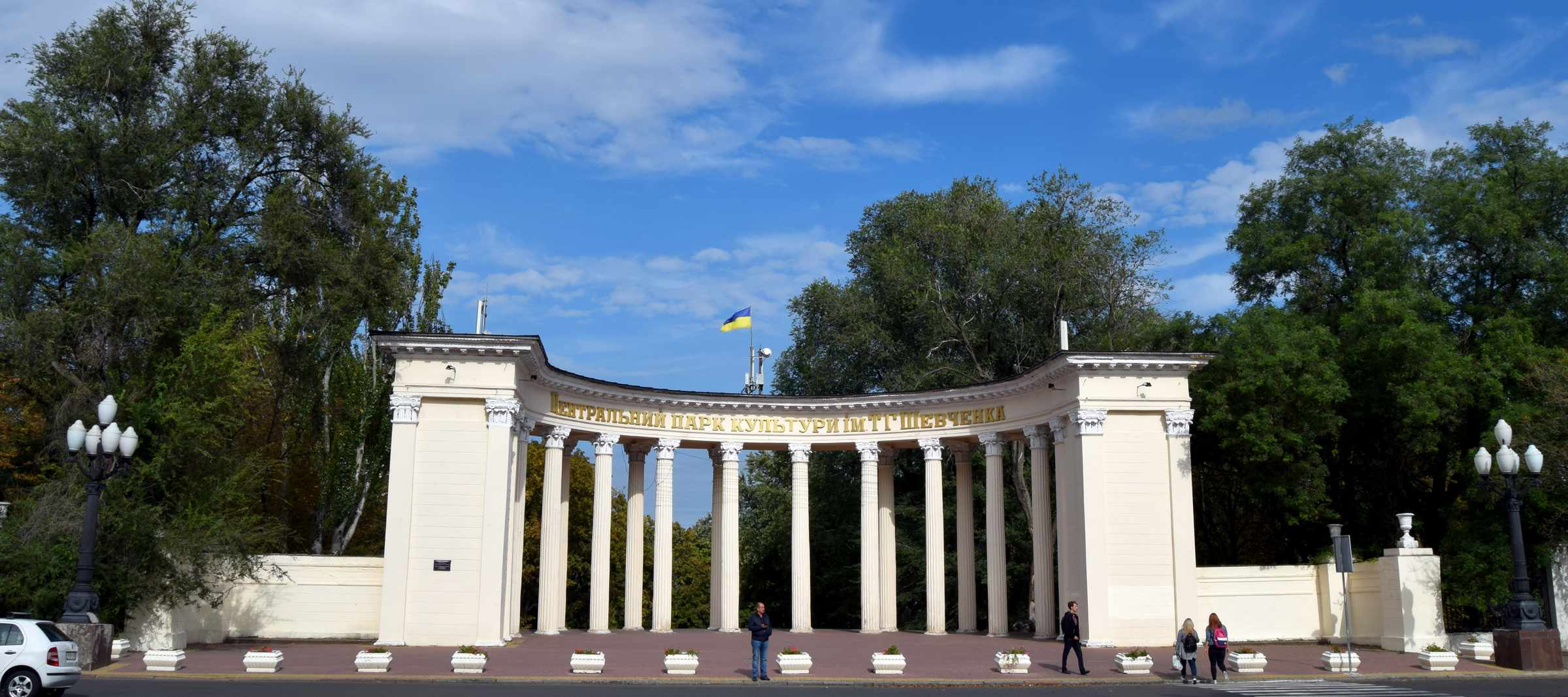
Propileo neoclassico

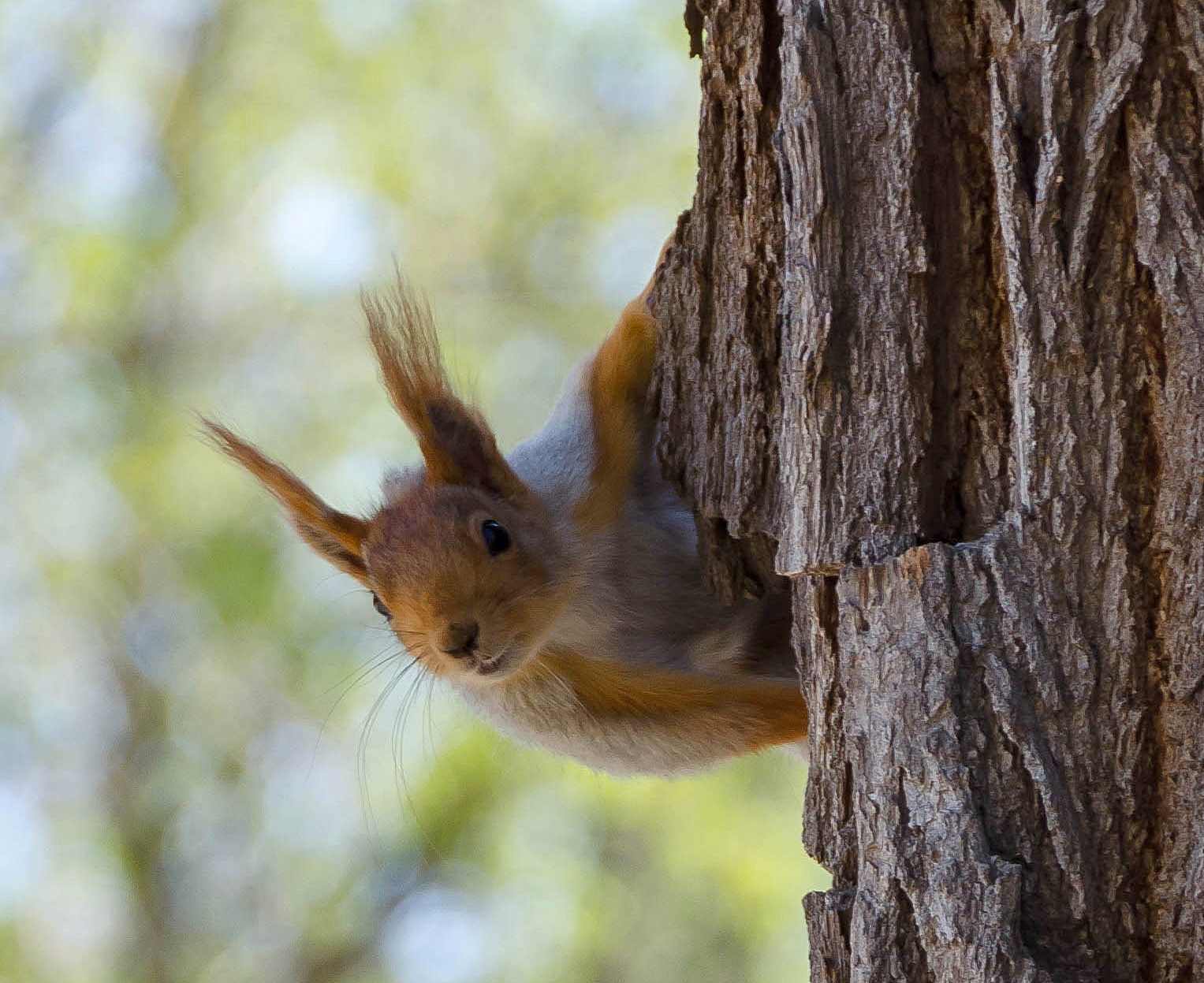
Uno scoiattolo

La storia del parco iniziò con la costruzione della città. Nel 1784 l'imperatrice Caterina II di Russia inviò il principe Grigorij Aleksandrovič Potëmkin in quella parte del corso del Dnepr per farvi nascere una città e alcuni anni dopo vi fu costruito un lussuoso palazzo in stile neoclassico. Quello divenne il punto principale del parco e le piante destinate ad arricchirlo arrivarono da tutti i territori dell'impero russo. Dopo un periodo di abbandono all'inizio del XIX secolo la proprietà venne acquisita dalla nobiltà locale e divenne in breve un luogo di richiamo. Solo un secolo più tardi è divenuta proprietà pubblica, il suo nome dall'iniziale parco Potëmkin è stato cambiato con quello recente ed è stato dedicato al poeta, scrittore, umanista e pittore ucraino Taras Hryhorovyč Ševčenko. In quest'ultima occasione è stato rivisto nella sua struttura con la creazione di terrazze, vialetti ed edifici per i visitatori. Dopo la fine della seconda guerra mondiale la sua area si è ampliata e l'Isola del Monastero è entrata a far parte dell'area verde cittadina.

## Descrizione
Il parco occupa una superficie di circa 45 ettari e viene riconosciuto come monumento dell'arte paesaggistica, ricco di specie arboree, piccoli mammiferi come scoiattoli e uccelli. Viene frequentato dalla cittadinanza e dagli ospiti che vi trovano una vegetazione ricca e varia e punti panoramici privilegiati. La struttura si compone di due aree distinte, la parte sul lungofiume e l'isola, unite sia da un ponte pedonale sia da una funivia.

## Punti d'interesse
- Sul lungofiume.[3][2]
  - Palazzo Potëmkin.
  - Teatro d'Estate.[5]
- Sull'isola del Monastero.[2]
  - Zoo.
  - Parco divertimenti.
  - Caffè, ristoranti, scuderia e spiaggia.